# Ptolémée XII
Pour les articles homonymes, voir Ptolémée (homonymie) et Aulète.
Ptolémée XII Aulète (« Le joueur de flûte »), ou Néos Dionysos (le « Nouveau Dionysos »), est un roi et pharaon d'Égypte de la dynastie lagide de 80 à 58 et de 55 à 51 av. J.-C.

## Biographie

### Généalogie
Il est le fils de Ptolémée IX Sôter II  Lathiros et de la reine Cléopâtre IV ; quelques spécialistes, comme Werner Huß, avancent que sa mère pourrait être une concubine[réf. nécessaire]. Il est né en 117/116 av. J.-C. à Chypre. Il est le père, outre de Bérénice IV qui serait son seul enfant « légitime », d'au moins quatre autres enfants, la future reine Cléopâtre VII, une troisième fille Arsinoé IV et deux fils, Ptolémée XIII et Ptolémée XIV. Il est envisageable qu'il se soit engagé dans la polygamie pharaonique et qu'il ait eu une deuxième épouse égyptienne issue de la classe sacerdotale de Memphis, peut-être mère de Cléopâtre VII.

### Règne
L'assassinat de l'éphémère Ptolémée XI Alexandre II  laisse le trône et le pouvoir sans héritier naturel. Les Alexandrins rappellent deux fils de Ptolémée IX. Ils en reconnaissent un roi d'Égypte sous le nom de Ptolémée XII Néos Dionysos Philopator II Philadelphe et le second devient roi de Chypre, territoire longtemps dépendant de l'Égypte. Ptolémée XII monte sur le trône le 22 avril 80, mais n'est couronné à Memphis que le 26 mars 76 av. J.-C. Le 17 janvier 79 (8 Tybi année 2), il épouse Cléopâtre VI Tryphaena, la sœur de son prédécesseur, peut-être pour lui donner une certaine légitimité. Elle devient corégente avec lui jusqu'à ce qu'elle soit démise de ses fonctions.
Ptolémée XII est propulsé sur le trône par la foule alexandrine et par l'armée en révolte contre son prédécesseur, lequel est égorgé dans le gymnase de la ville après avoir fait tuer sa belle-mère, cousine et épouse Bérénice III. Il n'est pas reconnu par les Romains – c'est Sylla qui avait installé Ptolémée XI sur le trône – et craint donc une action de ceux-ci. Pour se prémunir contre une action romaine, il corrompt de nombreux hommes politiques romains et verse à César une somme énorme (6 000 talents) en 59.
L'année suivante, il laisse les Romains s'emparer de Chypre, où règne son frère. Cette passivité entraîne une réaction virulente de la turbulente population d'Alexandrie, qui se révolte à nouveau et porte sur le trône sa fille Bérénice IV et son mari. Ptolémée se réfugie à Rome, et se déclare sous la protection du Sénat, puis il corrompt le gouverneur de Syrie, Gabinius, un proche de Pompée, qui le rétablit au pouvoir en 55. Sa rancune est tenace et il fait exécuter sa fille Bérénice. Il gouverne encore trois ans sous la protection d'une garnison romaine et meurt en 51.